# Löwenapotheke (Stade)
Die Löwen-Apotheke ist die einzige in der Stader Altstadt noch erhaltene aktive historische Apotheke und das drittälteste Stader Unternehmen. Die Gründung der Apotheke geht schon auf die Zeit vor dem Dreißigjährigen Krieg zurück. Das offizielle Gründungsdatum ist jedoch der 21. Juni 1655, an dem dem Apotheker Gabriel Luther vom König Karl X. Gustav von Schweden in Stockholm das Privileg zum Betrieb einer zweiten Apotheke in dem damals schwedisch besetzten Stade erteilt wurde. Als sog. Etatsapotheke versorgte sie auch die Stader Garnison. Als Löwenapotheke wird sie spätestens seit 1859 genannt.

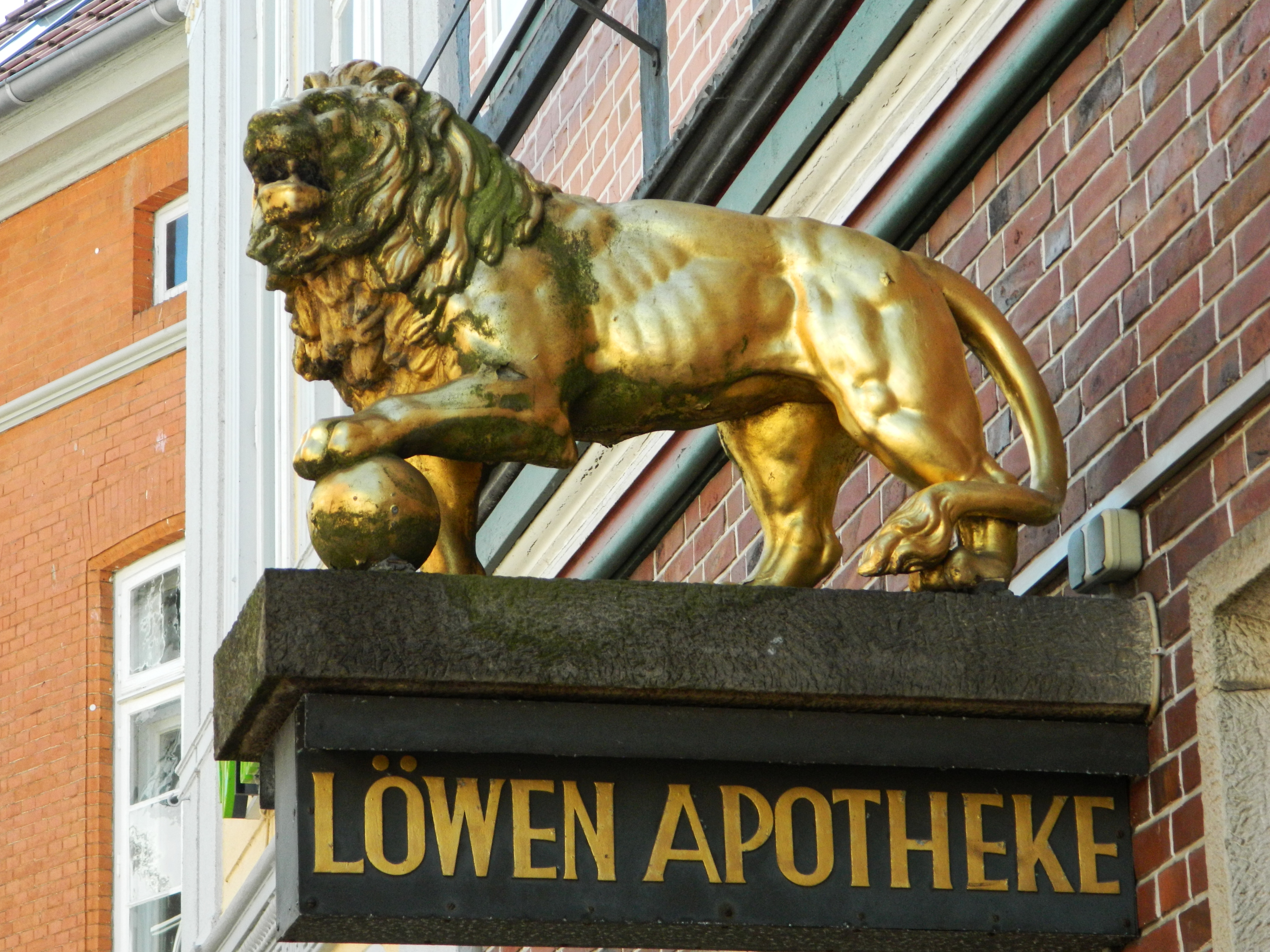
Hauszeichen der Löwenapotheke

## Geschichte des Hauses
Das in der Hökerstraße 37 befindliche Haus ist ein zweigeschossiges Traufenhaus mit ausgebautem Mittelgiebel aus der Mitte des 17. Jahrhunderts, welches nach dem Stader Stadtbrand von 1659 mit repräsentativerer Geschosshöhe vor ein Giebelhaus aus der zweiten Hälfte des 16. Jahrhunderts gebaut wurde. Die Rückseite besteht aus einem dreigeschossigen Traufenfachwerk, an welches zwei Seitenhäuser Ende des 18. Jahrhunderts und Anfang des 19. Jahrhunderts angefügt wurden. Die rückwärtige Front wurde 1978 vor der Renovierung des Gesamthauses von der Hamburger Künstlerin Hilde Hudemann ebenso wie das Treppenhaus gezeichnet, 1994 auch in einem modernen Farbholzschnitt der Künstlerin Christa Donatius festgehalten.
Bis zum Umbau 1983 war das Haus in seinem Kern als herrschaftliches Kaufmannshaus über Jahrhunderte unverändert geblieben. So befanden sich noch oberhalb der zweigeschossigen Diele Dachluken über die nächsten zwei Etagen, die das Heraufziehen von Ware über drei Etagen mittels eines Giebelaufzugskreuzes ermöglichten. Dieses Giebelaufzugkreuz befindet sich heute im Europäischen Hansemuseum in Lübeck.
Das großzügige Treppenhaus mit Balustrade an drei Seiten und einer Holzwendeltreppe über drei Etagen wird durch ein aus zierlichen Traljen bestehendes Geländer geprägt. Es diente neben der Warenbewirtschaftung als repräsentativer Empfangsraum. Heute befinden sich dort noch alte Apothekengeräte, wie ein eiserner Mörser aus dem 17. Jahrhundert, eine alte Eisenpresse und eine vorindustrielle Tablettenpresse. Dieses unter Denkmalschutz stehende Kaufmannstreppenhaus gilt als typisches Beispiel für eine Diele in einem mittelalterlichen Gildehaus. und weckt der Autorin Else Alpers zufolge Buddenbrooksche Reminiszenzen.

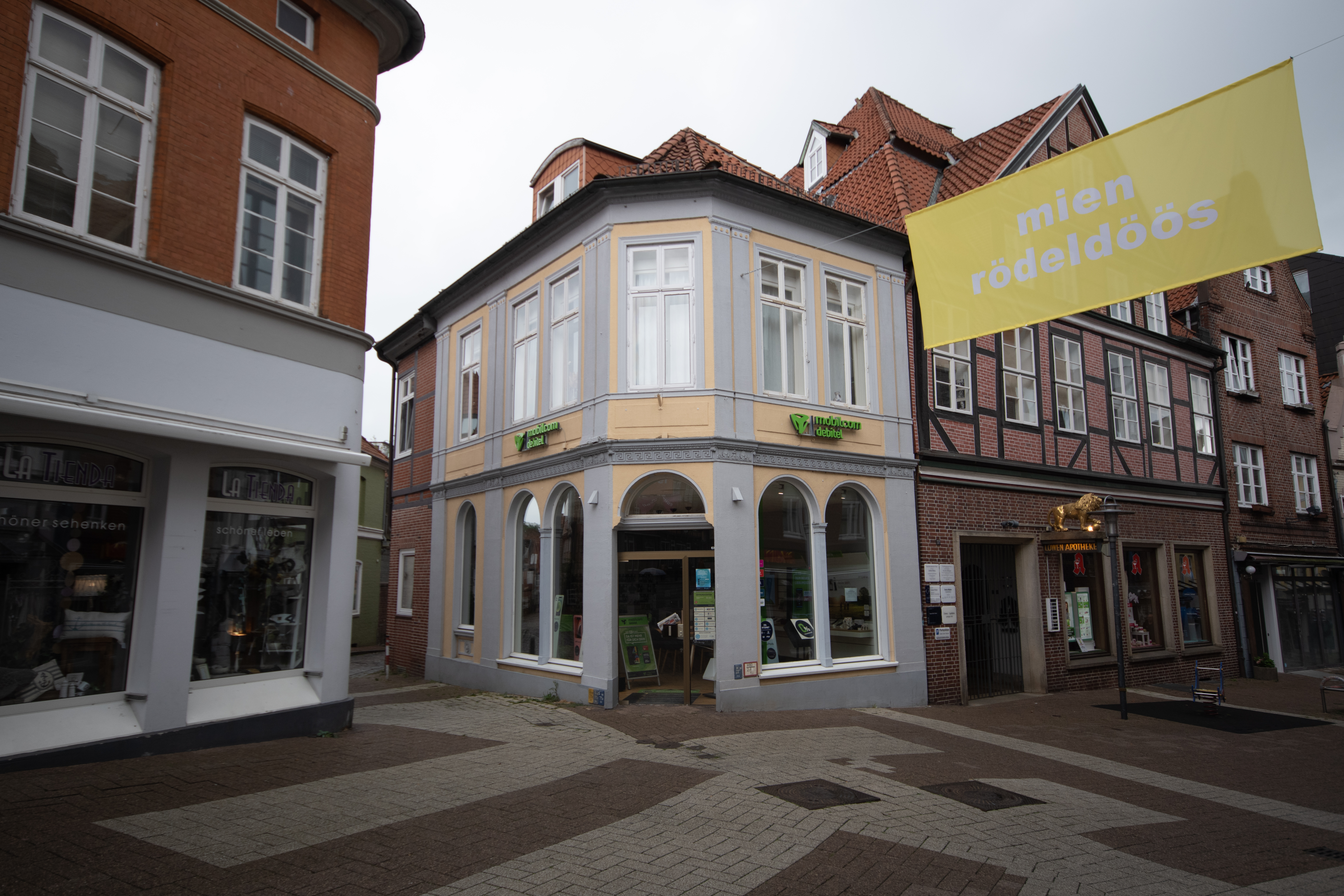
Löwenapotheke, rechts vom Eckhaus, teils verdeckt, 2021

Während das Haus bis 1978 noch als Wohnhaus des jeweiligen Apothekeninhabers genutzt wurde, dient es nach der Renovierung seit 1984 als Ärzte- und Apothekenhaus.
Das Standbild eines goldenen Löwen schmückt das Portal seit 1893; es entstammt einer rheinischen Bildschnitzerei und ersetzte damals ein aus Holz bestehendes, gemaltes Bild eines grünen, liegenden Löwen. Ein identisches Standbild befindet sich auch an dem ehemaligen Löwen-Kino in der Tübinger Kornhausstrasse.
In der Offizin befindet sich auch heute noch eine von einem Stader Handwerker 1867 angefertigte Einrichtung aus massivem Mahagoni-Holz mit alten Standgefäßen.

## Geschichte der Apotheke und ihrer Apotheker
Die Apotheke ging in ihrer über 350-jährigen Geschichte durch eine bewegte Besitzerfolge. Viele ihrer Besitzer wirkten aktiv am sozialen und kulturellen Leben der Stadt Stade mit.
- Stephanus Wolders (gest. 1646), Apotheker, Rechnungsführer von St. Cosmae et Damiani (Stade), Brauer, Achtmann der Stadt Stade, starb 1646.
- Petrus Godtfried, Apotheker
- Gabriel Luther (gest. 1670 Stade), von 1655 bis 1670 Inhaber der Apotheke, für die ihm der schwedische König Carl X. Gustav das Privileg verlieh.
- Johannes Schnell (gest. 1678 Stade), von 1670 bis 1678 betrieb er die Apotheke nach Heirat mit der Witwe von Gabriel Luther in 1672, Anna Sophia Luther (gest. 1676 Stade); beide wurden Elten des späteren kursächsischen Hoflackierers Martin Schnell (geb. um 1675 in Stade)[7].
- Johann Wernien (gest. 1708) aus Hamburg, von 1680 bis 1708 pachtete er die Apotheke von den Kindern Luther.
- Johann Friedrich Luther (gest. 1718), von 1711 bis 1718 führte er die Apotheke, für die ihm 1687 das Privileg vom schwedischen König Karl XI. übertragen und 1715 von der dänischen Regierung das Privileg erneuert wurde.
- Gottlieb Richters (gest. 1741), 1718–1741, seit 1722 als Ratsapotheker unter Eid.
- Hinrich Friedrich Dose (1709–1794 Stade), 1741–1777 Inhaber der Apotheke, Achtmann der Stadt Stade,
- Otto Christoph Versmann (Hannover 1730–1803 Stade), 1777–1795 Inhaber der Apotheke, Achtmann der Stadt Stade von 1790 bis 1802, vorher Ratsapotheker in Hannoversch-Münden, Großonkel des Hamburger Bürgermeisters Johannes Versmann
- Heinrich David Dietrich Versmann (Hannoversch Münden 1764–1830 Stade), 1802–1830 Inhaber der Apotheke, 1808–1810 Achtmann der Stadt Stade, 1808–1813 Kämmerer der Stadt Stade; 1810–1824 Senator und Ädil.[8] Versmann vertrat 1810 Stade bei der feierlichen Proklamation von Jérôme Bonaparte zum König von Westfalen und wurde 1813 nach Abzug der Franzosen aus Stade als eine von sechs Geiseln nach Hamburg verschleppt[9]; ab 1821 Eigentümer des Adeligen Gutes Schölisch 4.
- Verwalter für die Witwe Versmann: Eduard Ernst Rickes von 1830 bis 1836, Ernst Crauel 1836–1842, Adolf Friedrich Meyer 1842–1850, Johann Heinrich Fliedner (Stade 1818–1889 Stade) 1850–1854, Ernst Crauel 1854–1860
- Ernst Crauel (Osterode 1808–1875 Hannover), von 1860 bis 1867 Inhaber der Apotheke, zuvor 1842 Gründer der Apotheke in Hechthausen[10]
- Friedrich Eichstaedt (Hannover 1830–1910 Stade), Mitbegründer des Corps Hildeso-Guestphalia Göttingen 1854; von 1867 bis 1903 Inhaber der Apotheke; Bevollmächtigter für Apothekenangelegenheiten bei der Bezirksregierung Stade; Kreisdirektor des Dt. Apothekervereins für den Landkreis Stade von 1873 bis 1899; Bürgervorsteher der Stadt Stade 1877–1888, Ehrenmitglied der Stader Freimaurerloge Friederike zur Unsterblichkeit, die zu seinen Ehren eine „Friedrich-Eichstaedt-Stiftung“ gründete.[11]
- Adolf Eichstaedt (Stade 1868–1920 Stade), 1903–1920 Inhaber der Apotheke, 1914–1916 Mitglied der Apothekerkammer der Provinz Hannover, Hauptmann im Ersten Weltkrieg, Großneffe von Johann Hinrich Pratje
- Verwalter für die Witwe Gertrud Eichstaedt: Christian Mundt von 1920 bis 1934, Marga Gronau (Bremerhaven 1901–1981 Stade) von 1935 bis 1937
- Fritz Eichstaedt (Stade 1907–1968 Stade), Inhaber der Apotheke von 1937 bis 1967, Luftschutzkreischemiker in Stade im Zweiten Weltkrieg[12], seit 1947 Pharmazierat, Aufsichtsratsmitglied der Nordag GmbH, Mitgründer des Rotary Clubs Stade 1955,
- Kurt Tielmann (* 1936), Inhaber der Apotheke von 1967 bis 1998, Stabsapotheker der Reserve, Mitglied der Kammerversammlung der Apothekerkammer des Landes Niedersachsen, 2003–2009 Senior der St. Antonii-Brüderschaft Stade
- Peter Dobberkau (* 1964), Inhaber der Apotheke von 1998–2013, Fachapotheker für pharmazeutische Analytik, Leutnant d.R., seit 2013 Leiter der Stader Krankenhausapotheke[13]
- Bärbel Dobberkau (* 1963), Inhaberin der Apotheke seit 2013

Eine Vielzahl von heute noch existierenden Apotheken im Elbe-Weser-Dreieck wurden von ehemaligen Pharmaziepraktikanten und angestellten Apothekern der Löwenapotheke gegründet und erfolgreich geleitet: die Apotheke in Hechthausen, die 1842 von Ernst Crauel gegründet und bis 1854 geleitet wurde, die Apotheke in Himmelpforten, die von Adolf Friedrich Meyer als Filialapotheke der von ihm von Crauel übernommenen Hechthauser Apotheke gegründet wurde, und die Fontane-Apotheke in Stade, die 1977 von Erika Tielmann (1939–2021) gegründet und bis Ende 2001 geführt wurde.